# Dichelostemma volubile
Dichelostemma volubile là một loài thực vật có hoa trong họ Măng tây. Loài này được (Kellogg) A.Heller mô tả khoa học đầu tiên năm 1903.

## Hình ảnh

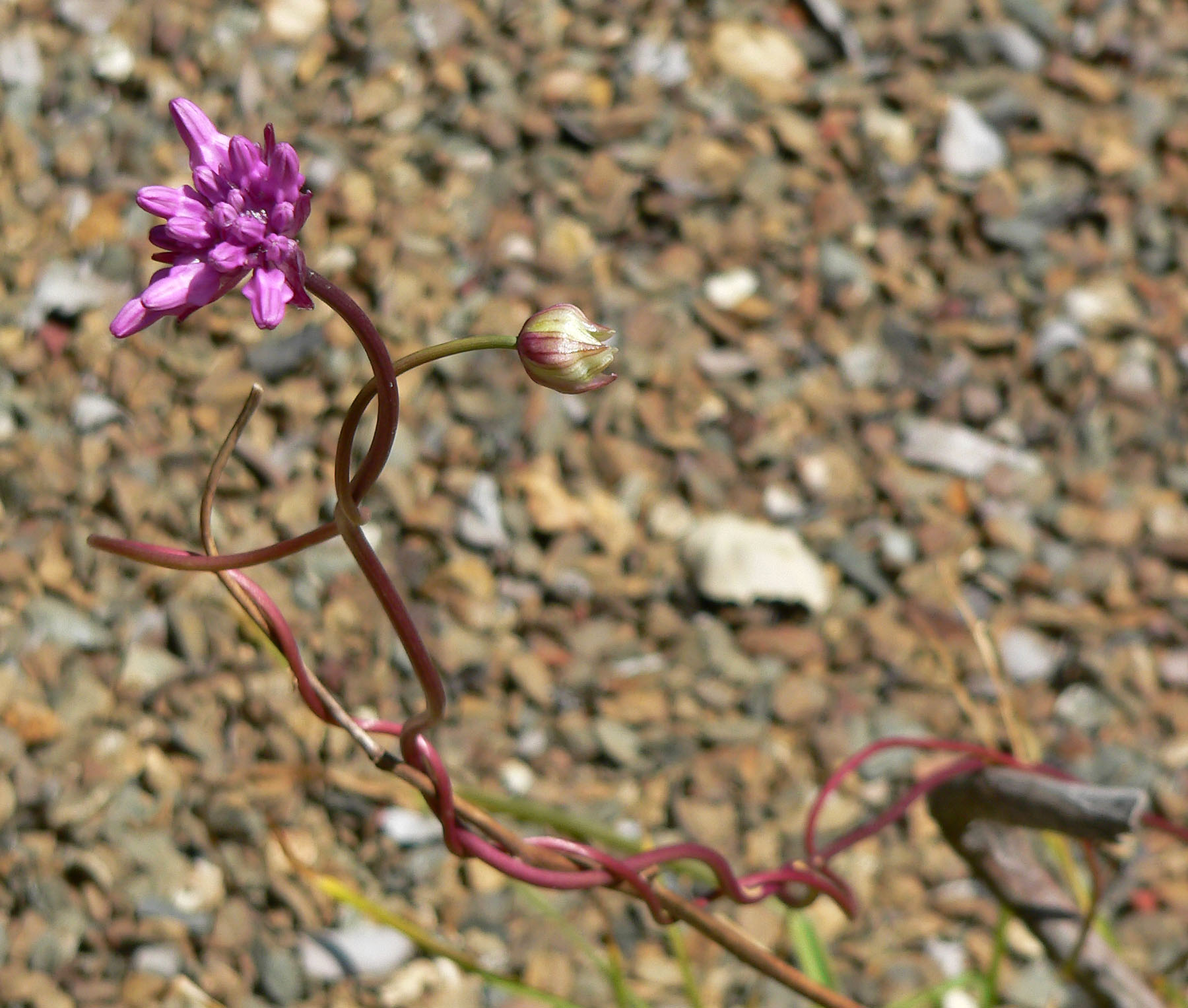
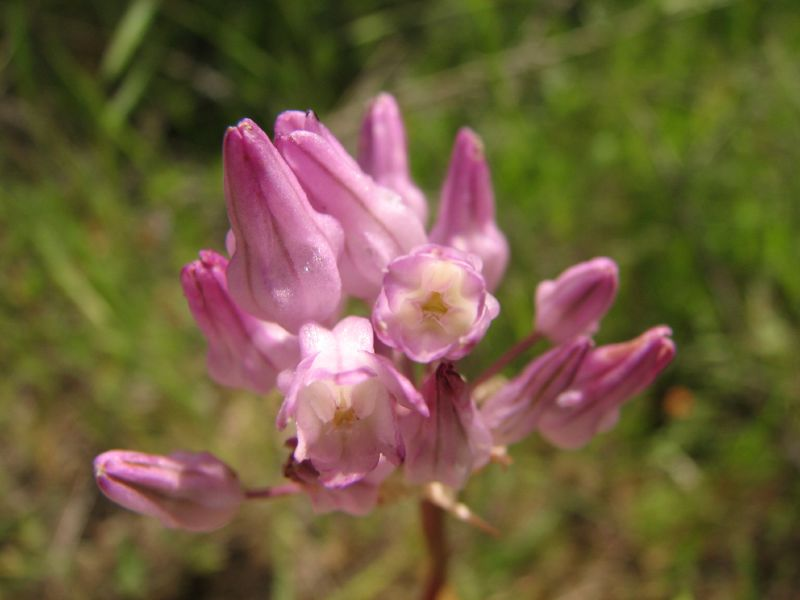